# Station Pierrefonds-Roxboro
Cet article concerne la gare. Pour l'arrondissement de Pierrefonds-Roxboro, voir Pierrefonds-Roxboro.
La station Pierrefonds-Roxboro est située à Montréal dans l'arrondissement de Pierrefonds-Roxboro.

## Histoire
À partir de 1918, le Réseau de transport métropolitain y exploite la ligne de trains de banlieue Deux-Montagnes.
La gare est fermée en 2020 afin de permettre la réalisation du Réseau express métropolitain dont elle deviendra une station en 2025.

## Correspondances

### Autobus

#### Société de transport de Montréal
| Circuit | Destinations                  | Emplacement                                     |
| ------- | ----------------------------- | ----------------------------------------------- |
| 68      | Pierrefonds                   | Boulevard Gouin                                 |
| 205     | Gouin                         | Quai 3                                          |
| 206     | Roger-Pilon                   | Quai 4                                          |
| 208     | Brunswick                     | Quai 5                                          |
| 209     | Des Sources                   | Quai 6                                          |
| 213     | Parc-Industriel-Saint-Laurent | Boulevard Gouin                                 |
| 382     | Pierrefonds / Saint-Charles   | Boulevard Gouin                                 |
| 407     | Express Île-Bizard            | Quai 7                                          |
| 468     | Express Pierrefonds / Gouin   | Direction Est : Quai 1 Direction Ouest : Quai 2 |
| 968     | Trainbus Roxboro / Côte-Vertu |                                                 |

#### Société de transport de Laval[3]
| Circuit | Destination     | Via                     |
| ------- | --------------- | ----------------------- |
| 730     | Sainte-Dorothée | via A-13 et Sunnybrooke |